# El guardià de la relíquia
El guardià de la relíquia (originalment en anglès, Pilgrimage) és una pel·lícula medieval irlandesa del 2017 dirigida per Brendan Muldowney i protagonitzada per Tom Holland, Richard Armitage i Jon Bernthal. Es va estrenar el 23 d'abril de 2017 a la secció Viewpoint del Festival de Cinema de Tribeca. S'ha doblat al valencià per a À Punt; també s'ha subtitulat al català oriental.
El rodatge va començar l'abril de 2015. Els llocs de rodatge inclouen la costa oest d'Irlanda i les Ardenes a Bèlgica.
Katie Walsh, de Los Angeles Times, va escriure: "Per totes les seves sagnants i violentes trampes de gènere, El guardià de la relíquia […] és una pel·lícula magníficament rodada que representa amb cura els detalls d'aquest període històric fascinant".

## Repartiment
- Tom Holland com el germà Diarmuid
- Richard Armitage com a Raymond de Merville
- Jon Bernthal com el Mut
- John Lynch com el germà Ciarán
- Stanley Weber com a germà Geraldus
- Eric Godon com el baró de Merville
- Hugh O'Conor com el germà Cathal
- Tristan McConnell com a Dugald
- Eóin Geoghegan com a Crobderg
- Rúaidhrí Conroy com el germà Rua